# 净觉寺 (南京)
净觉寺是中国南京最大的清真寺，位于该市城南三山街附近的升州路28号。初建于明朝，现有大殿、二殿、牌坊、望月楼、南北讲堂、碑亭、水房等建筑2000平方米，占地4000平方米。被列为江苏省文物保护单位。平时参加“主麻”聚礼约500人，重大节日参加者达5000余人。

## 历史
净觉寺初建于明洪武二十一年（1388年），由明太祖朱元璋下令建造，“以居西域附之人”。宣德五年（1430年）遭火灾被毁，回族著名航海家郑和奏请明宣宗动用国库资金重建净觉寺，并敕建砖雕牌坊一座。
清咸丰年间，全部建筑毁于战火，光绪三年（1877年）重建。文革期间曾被工厂占用。

## 相关图片

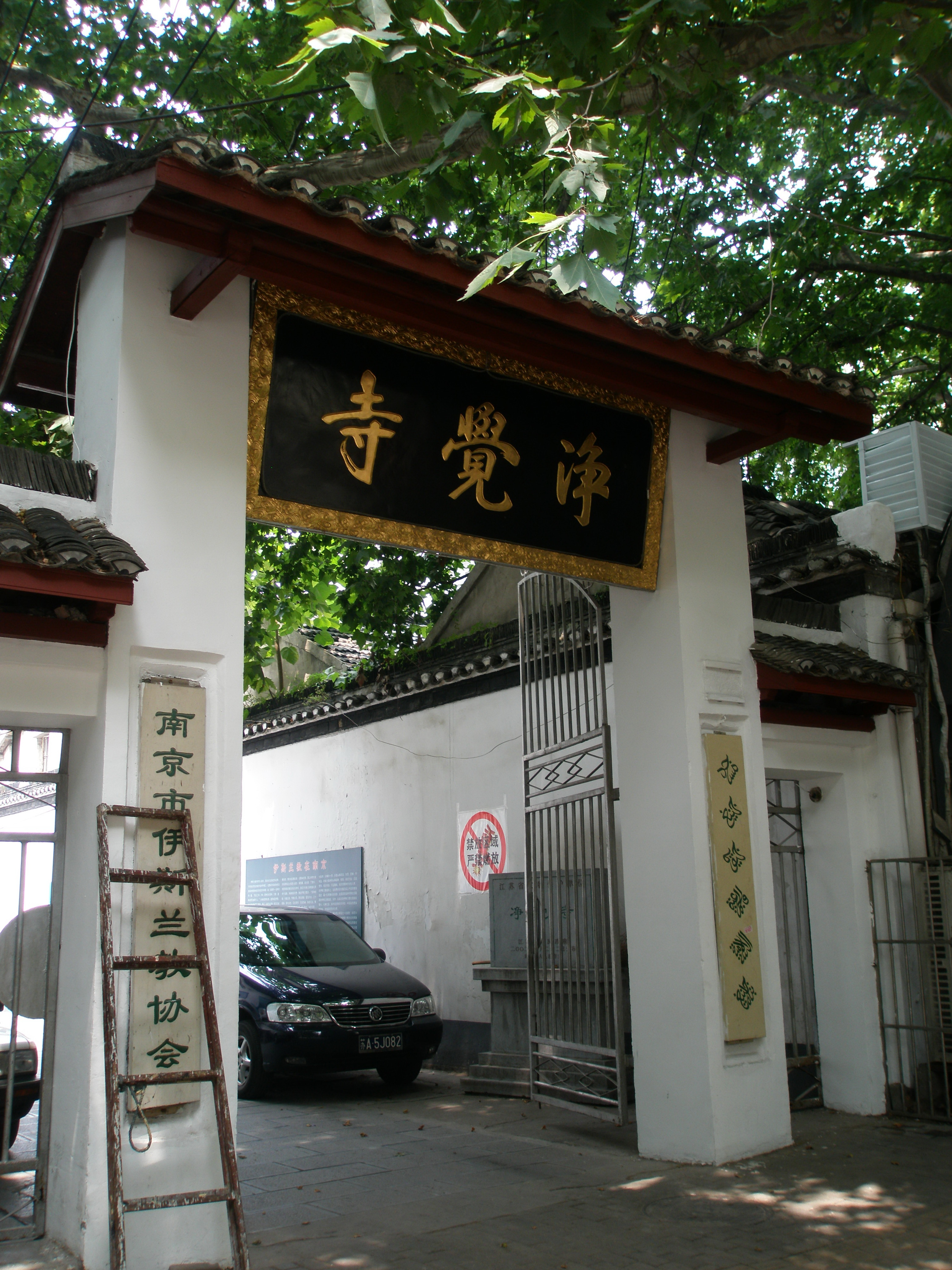
第一进门
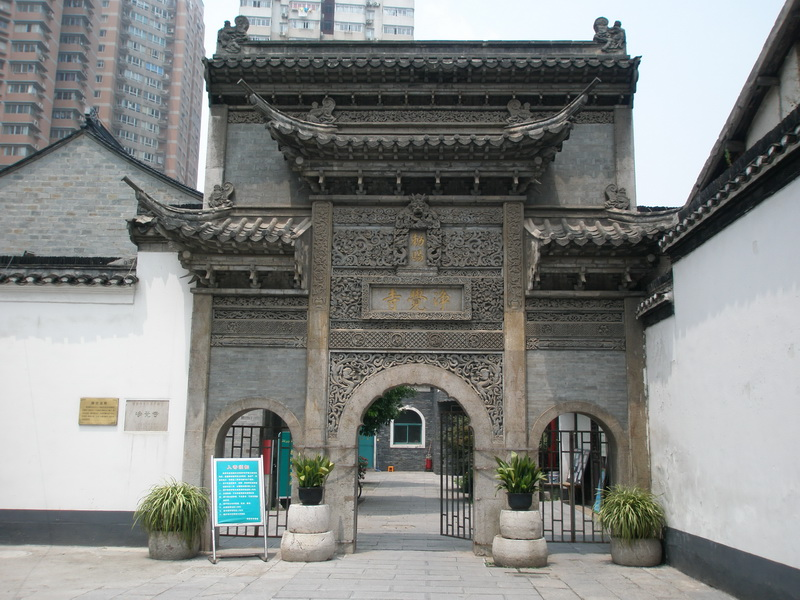
第二进门
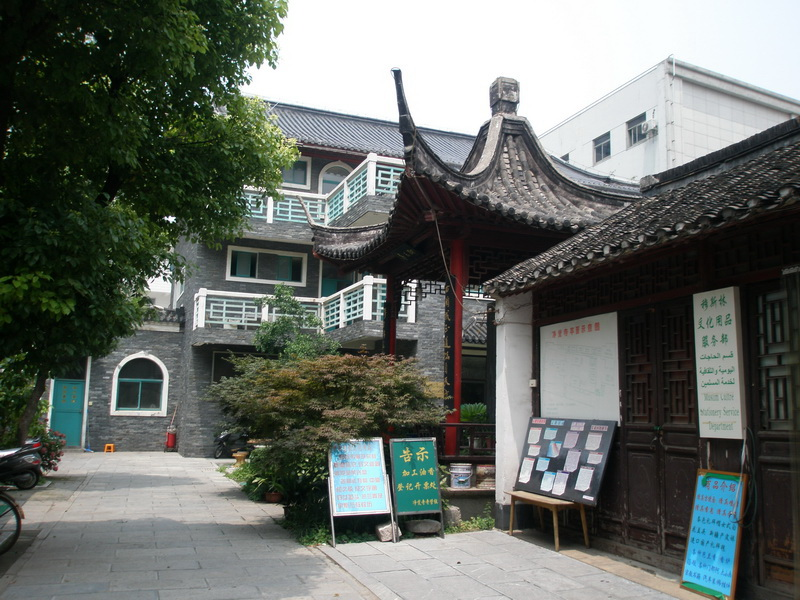
第二进门所见场景
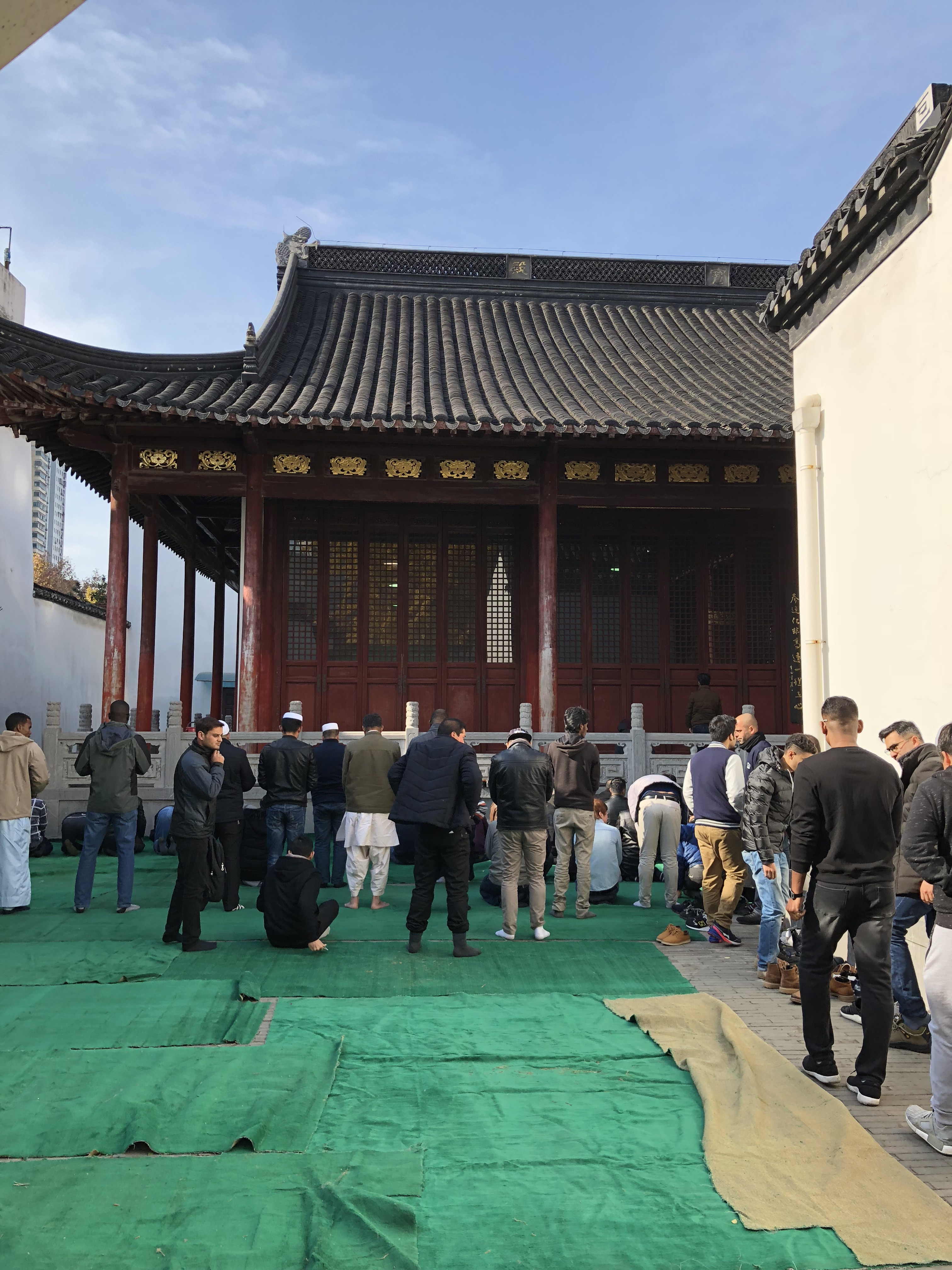
聚集在大殿参拜的人群
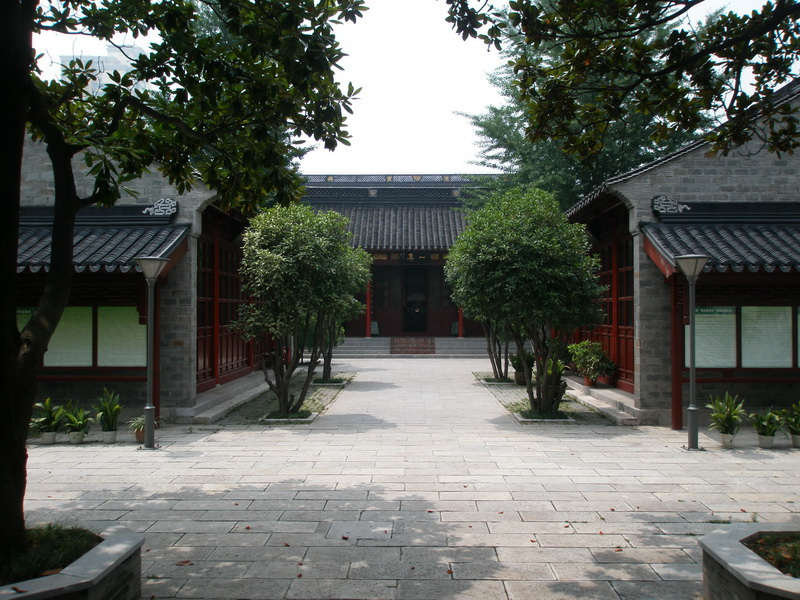
二殿
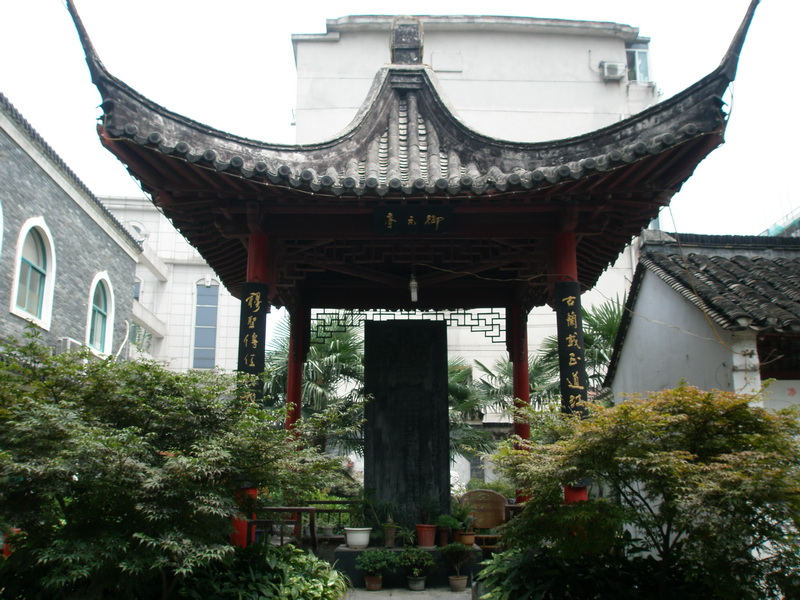
碑亭
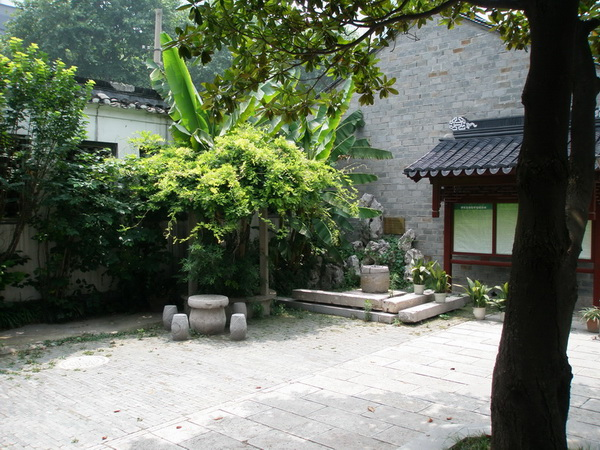
庭院一角
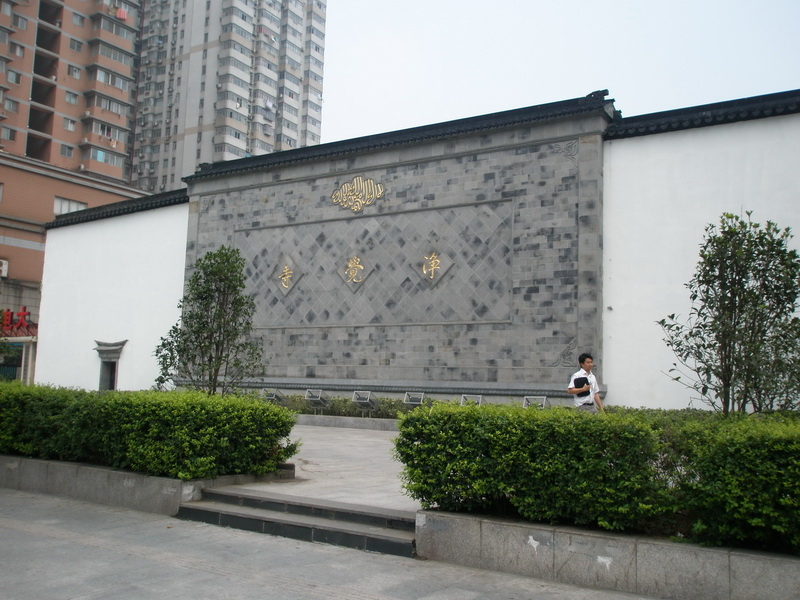
从中山南路上看西部围墙